# Prosopocera insignis
Prosopocera insignis es una especie de escarabajo longicornio del género Prosopocera, categorizada en la tribu Prosopocerini, de la subfamilia Lamiinae. Fue descrita por Jordan en 1903.

## Descripción
Mide 22,5-30 mm de longitud.

## Distribución
Se distribuye por Camerún, Guinea Ecuatorial, República Democrática del Congo, República del Congo y Sierra Leona.